# Центральний (бахш, шагрестан Резваншагр)
Центральний (перс. مرکزی) — бахш в Ірані, в шагрестані Резваншагр остану Ґілян. За даними перепису 2006 року, його населення становило 34160 осіб, які проживали у складі 8902 сімей.

## Дегестани
До складу бахша входять такі дегестани:
- Ґіль-Дуляб
- Хушабар